# Max-Beckmann-Preis

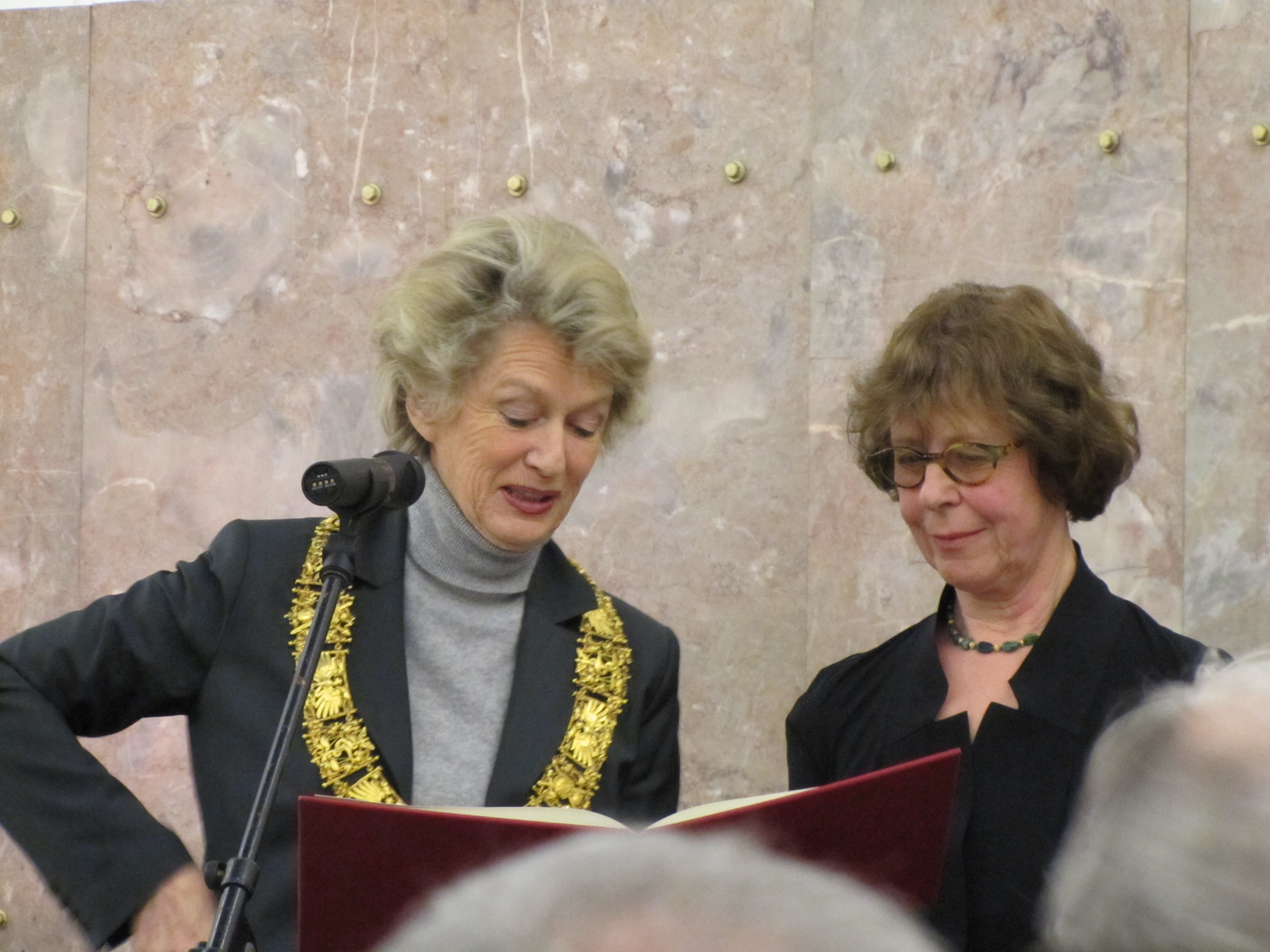
Die Frankfurter Oberbürgermeisterin Petra Roth (links) bei der Verleihung des Preises an Barbara Klemm (rechts) im Jahr 2010

Der Max-Beckmann-Preis der Stadt Frankfurt am Main wird seit 1978 alle drei Jahre vergeben. Er wird für hervorragende Leistungen in Malerei, Grafik, Bildhauerei oder Architektur vergeben und ist mit 50.000 Euro dotiert.
Der Preis erinnert an den Künstler Max Beckmann, der von 1915 an in Frankfurt gelebt hat, bis er 1933 von dort vertrieben wurde. Er wird jeweils am 12. Februar, dem Geburtstag von Max Beckmann, vergeben. Preisträger müssen keine künstlerische Beziehung zu Beckmann haben. Die Jury besteht aus Vertretern der Politik- und Kulturszene. Der Preis wird im Kaisersaal des Römers durch den Oberbürgermeister verliehen.

## Preisträger
- 1978 Richard Oelze, Maler
- 1981 Arnulf Rainer, Maler
- 1984 Willem de Kooning, Maler
- 1987 Erwin Heerich und Walter Pichler, Bildhauer
- 1990 Bruce Nauman, Videokünstler
- 1993 Ilya Kabakov, Maler und Multimediakünstler
- 1996 Jacques Herzog und Pierre de Meuron, Architekten
- 2001 Harald Szeemann, Ausstellungsmacher
- 2004 Maria Lassnig, Malerin
- 2007 Richard Hamilton, Maler und Grafiker
- 2010 Barbara Klemm, Fotografin
- 2013 Otto Piene, Maler
- 2016 Agnès Varda, Filmemacherin[1]
- 2019 Cindy Sherman, Künstlerin und Fotografin[2][3]
- 2022 Valie Export, Medienkünstlerin und Filmemacherin[4]
- 2025 Anna Heringer, Architektin[5]